# Erebochlora subtermaculata
Erebochlora subtermaculata là một loài bướm đêm trong họ Geometridae.